# Jiem
Jiem is een bestuurslaag in het regentschap Pidie van de provincie Atjeh, Indonesië. Jiem telt 915 inwoners (volkstelling 2010).